# Conus philippii
Conus philippii là một loài ốc biển, là động vật thân mềm chân bụng sống ở biển trong họ Conidae, họ ốc cối.
Giống như tất cả các loài thuộc chi Conus, chúng là loài săn mồi và có nọc độc. Chúng có khả năng "đốt" con người, do vậy khi cầm chúng phải hết sức cẩn thận.

## Miêu tả
Chiều dài tối đa của vỏ ốc được ghi nhận là 36 mm.

## Môi trường sống
Độ sâu tối thiểu được ghi nhận là 65 m. Độ sâu tối đa được ghi nhận là 65 m.